# Pavlos Dermitzakis
Pavlos Dermitzakis, född 29 juni 1969, är en grekisk före detta fotbollsspelare och numera fotbollstränare.

## Spelarkarriär
Dermitzakis började sin karriär vid 16 års ålder i Kavala och nästa steg var ett proffskontrakt med PAOK FC. Han spelade där från 1992 till 1995 och han under den tiden med att spela 42 ligamatcher och en internationell europamatch (PSG - PAOK 2-0). Under sina år som fotbollsproffs i PAOK FC gjorde Dermitzakis totalt 7 mål.

## Tränarkarriär
Pavlos Dermitzakis började sin tränarkarriär år 2003 i Atsalenios som då spelade i den grekiska tredje divisionen Gamma Ethniki. Där var han tränare i 4 år, fram till år 2007 då han bytte klubb till Diagoras Rhodou som spelade i samma division. 
I sin första säsong med klubben så lyckades han få upp dem en division till Beta Ethniki. Han lämnade Diagoras Rhodou två år senare och tog, år 2009, över Panthrakikos som då låg i den högsta ligan. Laget spelade det året en väldigt underhållande fotboll men lyckades inte klara sig kvar utan föll ner till den andra divisionen. Pavlos Dermitzakis blev klar för PAOK FC den 23 augusti 2010, då han efterträdde Mario Beretta.